# 自由思想家連合
自由思想家連合（ドイツ語: Freisinnige Vereinigung、略称FVg、あるいはFrVgg）は、帝政期のドイツの自由主義中道派政党。1893年にドイツ自由思想家党(DFP)中道派により結党された。内政問題では野党の立場を取りつつ、艦隊法や植民地政策など外交問題では政府を支持した。1910年には自由思想家人民党(FVp)やドイツ人民党と合同して進歩人民党(FVP)に改組された。

## 党史
1892年末、首相レオ・フォン・カプリヴィは将来予想される二正面作戦に備えた陸軍増強案を帝国議会に提出。中央党や自由主義勢力が受け入れやすいように3年兵役制を2年に、7年制予算も5年に短縮した。しかしこの法案は激しい反発を招き、1893年5月6日に否決されたため、カプリヴィは帝国議会を解散した。この採決の際に自由主義左派政党ドイツ自由思想家党(DFP)は投票が分裂し、党内左派が法案に反対する一方、党内中道派は賛成した。そのため総選挙を前にして党分裂が不可避となり、法案反対派は自由思想家人民党を結成し、法案賛成派は自由思想家連合を結成することになった。この影響で直後の選挙は両党合わせても66議席から37議席に激減した。
自由思想家連合は内政問題においては野党的立場を取り、ドイツ社会民主党(SPD)に同調することすらあったが、外交安全保障問題では政府を支持する立場だった。艦隊法や植民地政策の問題でも政府を支持した。
自由思想家人民党の党首オイゲン・リヒターが死去すると、自由思想家人民党も艦隊法や植民地政策を支持するようになったので両党の違いはほとんどなくなった。ベルンハルト・フォン・ビューロー首相下の1907年の帝国議会選挙（ドイツ領南西アフリカのコイコイ人（ホッテントット族）の反乱に伴う追加軍事予算の是非を巡って争われ、「ホッテントット選挙」と呼ばれた。植民地政策に賛成する政党が大勝）の後には自由思想家連合は自由思想家人民党やドイツ人民党とともに自由主義左派の合同議員団を編成し、少なくとも植民地問題や対外問題においては政府を支持する勢力となった。
議員団合同により三党は急速に接近した。またこれまで自由主義左派は三党に分裂していたために議会外の基盤が弱い弱点があったが、1909年6月には自由主義左派勢力の基盤となるリベラル商工業界利益団体ハンザ同盟が結成された。こうした背景から1910年3月6日には自由主義左派三党が合同して進歩人民党(FVP)を結成することになった。

## 帝国議会の選挙結果
| 選挙日        | 得票      | 得票率 | 得票順位 | 獲得議席（総議席） | 議席順位 |
| ------------- | --------- | ------ | -------- | ------------------ | -------- |
| 1893年6月15日 | 258,500票 | 3.4%   | 第8党    | 13議席（397議席）  | 第9党    |
| 1898年6月16日 | 195,700票 | 2.5%   | 第9党    | 12議席（397議席）  | 第9党    |
| 1903年6月16日 | 243,200票 | 2.6%   | 第9党    | 9議席（397議席）   | 第9党    |
| 1907年1月25日 | 359,300票 | 3.2%   | 第8党    | 14議席（397議席）  | 第9党    |